# فلسفة نظريات المؤامرة
فلسفة نظريات المؤامرة هي الدراسة الأكاديمية من قبل الفلاسفة لظاهرة نظريات المؤامرة وتاريخها. وقد جرى تعريف نظرية المؤامرة على أنها تفسير لحدث أو موقف يستدعي مؤامرة من قبل مجموعات شريرة وقوية، غالبًا ما تكون ذات دوافع سياسية، أو بشكل ضيق مؤامرة حيث تكون التفسيرات الأخرى أكثر احتمالًا. وهذا المصطلح ذو دلالة سلبية، ما يعني أن ادعاء المؤامرة يستند إلى التحيز أو أدلة غير كافية.
يعزو علماء النفس ابتداع مؤامرة حيث لا توجد إلى مرض نفسي يسمى إدراك النمط الوهمي.

## التاريخ
بدأ الجدل في الفلسفة التحليلية حول نظريات المؤامرة في منتصف تسعينيات القرن العشرين عندما تحدى تشارلز بيغدين موقف كارل بوبر. وصف بوبر، وهو أحد فلاسفة العلوم المؤثرين، ما أسماه «بنظرية المؤامرة في المجتمع»، والتي يعتبر التاريخ بموجبها نتاج مؤامرة، مقصودة من بعض الأفراد أو الجماعات. يرى بوبر أن هذا الرأي لا بد أن يكون خاطئًا، لأنه ليس كل شيء مقصودًا. على الرغم من أن نقد بوبر كان ولا يزال مؤثرًا، أكد بيغدين أن حجة بوبر لا تنطبق على معظم نظريات المؤامرة، التي لا تفرض سيطرة كاملة على الأحداث. يشير بيغدين أيضًا إلى أنه عندما تفشل المؤامرة بطريقة ما، فإن النظرية حول المؤامرة تظل نظرية مؤامرة وقد تستمر في لعب دور توضيحي.
أثار مقال بريان كيلي عام 1999 بعنوان «عن نظريات المؤامرة»، والذي ظهر في الأصل في مجلة الفلسفة، مرحلة جديدة في النقاش. ركز كيلي على مجموعة فرعية من نظريات المؤامرة أطلق عليها «نظريات المؤامرة غير المبررة». وفقًا لديفيد كوادي، جادل كيلي بأن العديد من التعميمات حول نظريات المؤامرة «توحي حالة افتراض مبدئي ضد الإيمان بها» (كوادي 2006، ص 6). يتبنى لي باشام وجهة نظر أكثر تعاطفًا، مقترحًا أنه يجب علينا تبني موقف «اللا أدرية المدروسة» (كوادي 2006، ص 7). يجادل ستيف كلارك بأنه نظرًا إلى أن نظريات المؤامرة تبالغ في تقدير التفسيرات المزاجية، فإن موقف الشك الأولي تجاهها له ما يبرره.
في عام 2007، احتوى عدد خاص من إبيستيم: مجلة نظرية المعرفة الاجتماعية على العديد من المقالات التي واصلت هذا النقاش. وهنا، يجادل نيل ليفي، في كتابه «المعرفة الاجتماعية الراديكالية»، بأن نظريات المؤامرة، التي يُنظر إليها على أنها متعارضة مع الروايات المعتمدة رسميًا، «يجب التعامل معها بتشكك للوهلة الأولى» لأنها تتعارض مع آراء السلطات المعرفية ذات الصلة. يؤطر تشارلز بيغدين القضية من منظور «أخلاقيات المعتقد». ويجادل بأن الحكمة التقليدية حول نظريات المؤامرة - بأنه «لا ينبغي تصديقها أو التدقيق فيها» - مخطئة بشكل خطير في أي من مجموعة متنوعة من التفسيرات لعبارة «نظرية المؤامرة». في الآونة الأخيرة، انخرط الفلاسفة وعلماء الاجتماع في الجدل حول طبيعة نظريات المؤامرة وآثار الازدراء على السياسات والتمويل، إلى حد جرى تصنيف هذا النقاش على أنه «خلاف متعدد التخصصات».

## آثار الازدراء
جادل الفيلسوفان إم دينتث وبريان كيلي بأن تعريف نظريات المؤامرة على أنها غير مرجحة للوهلة الأولى قد يؤدي إلى رفض النظريات التي تطرح المؤامرات قبل الأوان. يفضل دينتث وكيلي وباشام التعريفات المبسطة، وتعريف «نظريات المؤامرة» على أنها نظريات تتضمن المؤامرات كمسبب مهم. انتقد كوادي هذا على أنه يحتوي الكثير من الإيجابيات الكاذبة، بما في ذلك، مثلًا الرواية الرسمية لأحداث 11 سبتمبر. اقترح كوادي أن السمة المميزة لنظريات المؤامرة هي معارضتها لبعض الروايات الرسمية.
عادة ما يشير مصطلح «نظرية المؤامرة» إلى نية قمعية أو شريرة. جادل الفلاسفة التالية أسماؤهم في أن هذا النهج يضخم القضية:
- يشير ستيف كلارك (الذي يجادل بأن الموقف الرافض لنظريات المؤامرة يمكن تبريره بشكل عام) إلى أن تآمر إلفيس بريسلي لتزوير موته لم يكن مثالًا على النية السيئة، وأن دعاة نظرية المؤامرة تلك صوروا إلفيس بتعاطف.[27]
- يجادل دانييل كوهنيتز بأنه في معظم إصدارات «بول ميت» توجد نظرية المؤامرة، فإن فريق البيتلز الباقين على قيد الحياة والمتآمرين معهم كان لديهم دافع غير خبيث لمحاولة إنقاذ العالم من الحزن الجماعي، وأن بعض المؤمنين بنظرية الكيمتريل يقولون إنهم ربما ينشرون المواد الكيميائية لغرض مفيد. وبالتالي، بالنسبة لكونيتز، لا ينبغي أن تؤخذ النية الشريرة كعنصر ضروري في التعريف.[28]
- يصف بيغدين نظريات المؤامرة بأنها تطرح مشاريع «مشبوهة أخلاقيًا».[29]

أشارت سوزان فيلدمان إلى أن المعتقدات التي جرى تصنيفها على أنها نظريات مؤامرة قد تزعم أنها تفسر «الحقائق المخفية»، وليس الأحداث التي حدثت أو الحقائق المعروفة على نطاق واسع.
يقترح كودي عدم استخدام عبارة «نظرية المؤامرة»، بينما يؤكد دينتث وكيلي أنه يجب الاستمرار باستخدامها ومناقشتها.